# Zamek w Wołowie

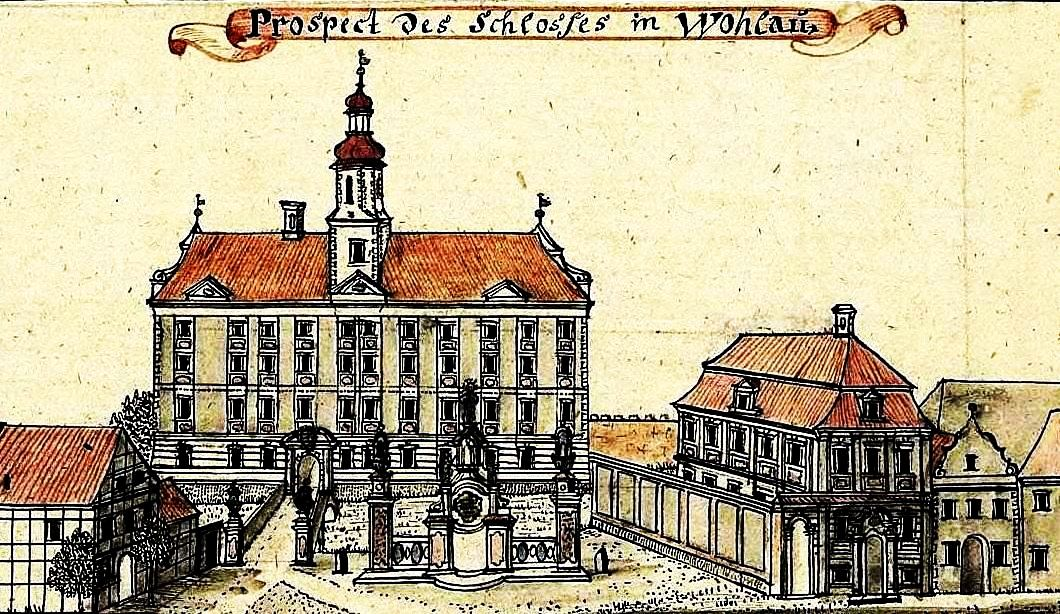
Zamek w Wołowie na rysunku Friedricha Bernharda Wernera z około 1750 roku

Zamek w Wołowie – zamek piastowski w Wołowie na Dolnym Śląsku.

## Historia
Zamek w Wołowie prawdopodobnie powstał w początkach XIV wieku z polecenia księcia głogowskiego Konrada I, choć jest to kwestia sporna. Zamek został przebudowany w XVI wieku i XVII wieku, a na początku XVIII wieku został zniszczony przez pożar. Odbudowa nastąpiła w latach 1714-1725, a kolejne, mniejsze przeróbki miały miejsce aż do końca XIX wieku.

Decyzją wojewódzkiego konserwatora zabytków z dnia 22 lutego 1993 roku zamek został wpisany do rejestru zabytków.

## Architektura
Zamek jest budowlą murowaną, wzniesioną na planie czworoboku, posiada dwa trakty pomieszczeń, trzy kondygnacje, ośmioboczną wieżę i jest nakryty dachem czterospadowym. Wnętrza przebudowane w XVII i XIX wieku w celach biurowych, zatraciły pierwotny charakter rezydencji.

Obecnie w zamku znajduje się siedziba wołowskiego starostwa powiatowego.